# Dreetz
Dreetz es un municipio situado en el distrito de Rostock, en el estado federado de Mecklemburgo-Pomerania Occidental (Alemania), a una altitud de 25 metros. Su población a finales de 2016 era de 200 habs. y su densidad poblacional, 17 hab/km².
Se encuentra ubicado junto a la frontera con el distrito de Mecklemburgo Noroccidental.